# Estação Fuenlabrada Central
Fuenlabrada Central é uma estação da Linha 12 do Metro de Madrid . 